# Montana Magic
Die Montana Magic waren ein US-amerikanisches Eishockeyfranchise der Central Hockey League aus Billings, Montana.  

## Geschichte
Die Montana Magic nahmen zur Saison 1983/84 den Spielbetrieb in der Central Hockey League auf, in der sie das neue Farmteam der St. Louis Blues aus der National Hockey League wurden. In der einzigen Spielzeit ihres Bestehens erreichte die Mannschaft den fünften Platz in der regulären Saison und verpassten somit die Playoffs um den Adams Cup. Anschließend wurde die CHL aufgelöst und auch die Montana Magic stellten den Spielbetrieb ein. 

## Saisonstatistik
Abkürzungen: GP = Spiele, W = Siege, L = Niederlagen, T = Unentschieden, OTL = Niederlagen nach Overtime SOL = Niederlagen nach Shootout, Pts = Punkte, GF = Erzielte Tore, GA = Gegentore, PIM = Strafminuten
| Saison  | GP | W  | L  | T | OTL | SOL | Pts | GF  | GA  | Platz   | Playoffs           |
| 1983–84 | 76 | 20 | 52 | 4 | —   | —   | 44  | 276 | 381 | 5., CHL | nicht qualifiziert |